# Mark Osepjan
Mark Osepjan (russisk: Марк Данилович Осепьян) (født 5. juni 1937 i Magadan i Sovjetunionen) er en sovjetisk filminstruktør.

## Filmografi
- Tri dnja Viktora Tjernysjova (Три дня Виктора Чернышева, 1968)[1][2]